# Спрус-Ноб
Спрус-Ноб (англ. Spruce Knob) — горная вершина, высшая точка Аллеганских гор и штата Западная Виргиния.
Высота над уровнем моря — 1481 м или 1482 м.
Спрус-Ноб — часть национального леса Мононгахила в округе Пендлтон. К северу расположены вершины Хорс-Рок (1383 м), Спрус-Маунтин (1398 м), Пикеа-Бенчмарк (1406 м). Спрус-Ноб — самая высокая точка на востоке США между Адирондаком в Нью-Йорке и Маунт-Роджерс в Голубых горах на юге Виргинии. Это также самая высокая точка водораздела Чесапикского залива. К западу расположено Аллеганское плато.
Спрус-Ноб и соседние вершины покрыты реликтовым еловым лесом, более характерным для Новой Англии или Канады. Из-за высоты климат на горе классифицируется как холодный континентальный или высокогорный. Лето прохладное, влажное. Зима холодная и снежная, с частыми метелями. Нередко снегопады делают дорогу к вершине практически непроходимой в период с октября по апрель. Круглый год преобладают сильные западные ветры.
На вершинах преобладает ель красная, благодаря которой гора получила название. Ниже произрастают бук крупнолистный, клён сахарный и берёза аллеганская. Также встречаются гикори, ясень, дуб красный и дуб белый.
Среди птиц типичны белоголовый орлан, сапсан, воротничковый рябчик. Млекопитающие представлены такими видами как барибал, полосатый скунс, белохвостый олень, поркупин, ласка.
Спрус-Ноб — национальная зона отдыха площадью около 40 тыс.га. Основанная в 1965 году, это первая зона отдыха Лесной службы США. Вокруг горы проложено около 120 км пешеходных троп, на западном склоне расположено небольшое озеро, в котором водится форель. На горе также есть два кемпинга.

Вид со смотровой площадки на вершине горы